# Matthew Grosjean
Matthew Grosjean (né le 21 septembre 1970) est un ancien skieur alpin américain.

## Coupe du Monde
- Meilleur classement final : 49e en 1997.
- Meilleur résultat : 4e.